# Niels Stomps
Niels Stomps (Driebergen-Rijsenburg, 13 januari 1974) is een Nederlandse fotograaf, gespecialiseerd in documentairefotografie. 

## Biografie
Stomps studeerde van 1996 tot 2001 fotografie aan de Hogeschool voor de Kunsten (HKU) in Utrecht en volgde van 2004 tot 2005 een master in fotografie aan de St. Joost Academie in Breda. Van 2005 tot 2008 werkte hij als gastdocent aan de HKU.
Het werk van Stomps gaat vaak over het aanpassingsgedrag van de mens, wat hij op verschillende manieren probeert te belichtten in zijn projecten.  Zo gaat zijn eerste boek Mist over de patstelling van 1,3 miljoen Chinezen als gevolg van de bouw van een waterkrachtcentrale. Door de bouw van de stuwdam zullen drie valleien onder water lopen en worden de bewoners van deze valleien gedwongen om hun 140 dorpen te verlaten en in drie grote compleet nieuwgebouwde steden te gaan wonen.
Stomps werkt door hetzelfde fenomeen herhaaldelijk in verschillende situaties te fotograferen. Hij werd meermaals onderscheiden en zijn werk werd tientallen malen geëxposeerd in binnen- en buitenland.

## Tentoonstellingen (selectie)
- 2014 - Photo Biennale 2014, Moscow
- 2012 - Photolumen, Boedapest
- 2012 - Photo museum, Winterthur
- 2011 - Kominek Gallery, Berlijn
- 2010 - New York Photo Festival, New York
- 2009 - Photography biannual Athens, Athene
- 2008 - Grotto Gallery, New York
- 2008 - Photography Festival Nancy, Nancy
- 2007 - Gemeentelijk Museum voor Moderne Kunst, Heerlen
- 2006 - Huis Marseille, Amsterdam
- 2005 - Balie, Amsterdam
- 2004 - Zebra Films Festival, Berlijn
- 2003 - Stadhuis de Opera, Amsterdam
- 2002 - HKU Jaarbeurs, Utrecht
- 2001 - Photography festival Naarden, Naarden